# جيمس ك. شانون
جيمس ك. شانون (بالإنجليزية: James C. Shannon)‏ هو قاضي وسياسي أمريكي، ولد في 21 يوليو 1896 في بريدجبورت في الولايات المتحدة، وتوفي في 6 مارس 1980 في فيرفيلد في الولايات المتحدة. حزبياً، نشط في الحزب الجمهوري. وقد انتخب حاكم كونيتيكت ‏ (7 مارس 1948 – 5 يناير 1949).